# Morti nel 1989/Aprile
| Questa pagina contiene informazioni ricavate automaticamente dalle voci biografiche con l'ausilio del template Bio e di un bot. L'aggiornamento è periodico e automatico e ricostruisce completamente la pagina. Se manca una persona in questa lista, sei pregato di non aggiungerla, ma accertati piuttosto che la sua voce biografica contenga il template Bio e che i dati anagrafici siano correttamente compilati. Se il template Bio manca, inseriscilo tu stesso o, in alternativa, metti l'avviso {{tmp\|Bio}} che ne segnala la mancanza. Se i dati riportati sono sbagliati, correggi direttamente la voce biografica; le modifiche saranno visibili in questa lista entro pochi giorni. Per chiarimenti vedi il progetto biografie. La lista contiene solo le 101 persone che sono citate nell'enciclopedia e per le quali è stato implementato correttamente il template Bio. Pagina aggiornata al 3 mar 2024. |

- 1º aprile - Richard Austin, direttore d'orchestra e docente inglese (n. 1903)
- 1º aprile - George Robledo, calciatore cileno (n. 1926)
- 2 aprile - Inez Clare Verdoorn, botanica sudafricana (n. 1896)
- 3 aprile - Andrea Busiri Vici, architetto e storico dell'arte italiano (n. 1903)
- 3 aprile - Friedrich-Jobst Volckamer von Kirchensittenbach, generale tedesco (n. 1894)
- 3 aprile - Viktor Nikiforov, hockeista su ghiaccio sovietico (n. 1931)
- 4 aprile - Madeline Hurlock, attrice statunitense (n. 1899)
- 4 aprile - Roberto Nicolosi, compositore italiano (n. 1914)
- 5 aprile - Armando Bottin, attore italiano (n. 1942)
- 5 aprile - Frank Foss, astista statunitense (n. 1895)
- 5 aprile - Marjorie Hoshelle, attrice statunitense (n. 1918)
- 5 aprile - Anton Ervandovič Kočinjan, politico sovietico (n. 1913)
- 5 aprile - Kurt Lischka, militare tedesco (n. 1909)
- 5 aprile - Karel Zeman, regista e animatore cecoslovacco (n. 1910)
- 6 aprile - Elizabeth Becker-Pinkston, tuffatrice statunitense (n. 1903)
- 6 aprile - Tapani Niku, fondista finlandese (n. 1895)
- 6 aprile - Michael Reusch, ginnasta svizzero (n. 1914)
- 7 aprile - Aurelio Lucchini, architetto e storico dell'architettura uruguaiano (n. 1910)
- 7 aprile - Basawon Singh, attivista indiano (n. 1909)
- 8 aprile - Albert Bormann, politico e funzionario tedesco (n. 1902)
- 8 aprile - Mario Chiari, scenografo, costumista e sceneggiatore italiano (n. 1909)
- 8 aprile - Horia Demian, cestista rumeno (n. 1942)
- 8 aprile - Mario Faraoni, pittore e scultore italiano (n. 1914)
- 8 aprile - Rodolfo Pallucchini, storico dell'arte e funzionario italiano (n. 1908)
- 8 aprile - John Wyer, ingegnere inglese (n. 1909)
- 9 aprile - Francesco De Zanna, bobbista e hockeista su ghiaccio italiano (n. 1905)
- 9 aprile - Birger Holmqvist, hockeista su ghiaccio svedese (n. 1900)
- 9 aprile - Friedrich Ritter, botanico tedesco (n. 1898)
- 10 aprile - George Genereux, tiratore a volo canadese (n. 1935)
- 10 aprile - Mykola Hryn'ko, attore sovietico (n. 1920)
- 11 aprile - Hiram Sherman, attore, cantante e commediografo statunitense (n. 1908)
- 11 aprile - Sarban, scrittore e diplomatico britannico (n. 1910)
- 12 aprile - Stojan Brajša, politico, avvocato e pubblicista croato (n. 1888)
- 12 aprile - Gerald Flood, attore e doppiatore britannico (n. 1927)
- 12 aprile - Abbie Hoffman, attivista e politico statunitense (n. 1936)
- 12 aprile - Martin Kjølholdt, calciatore norvegese (n. 1938)
- 12 aprile - Antonio Porta, scrittore, poeta e critico letterario italiano (n. 1935)
- 12 aprile - Sugar Ray Robinson, pugile statunitense (n. 1921)
- 12 aprile - Georges Sébastian, direttore d'orchestra ungherese (n. 1903)
- 12 aprile - Tilda Thamar, attrice, regista e pittrice argentina (n. 1921)
- 13 aprile - Paul II Cheikho, vescovo cattolico e patriarca cattolico iracheno (n. 1906)
- 13 aprile - Erich Herrmann, pallamanista tedesco (n. 1914)
- 13 aprile - Tor Nilsson, lottatore svedese (n. 1919)
- 14 aprile - Enzo Capecchi, partigiano italiano (n. 1921)
- 14 aprile - Valdemar Laursen, calciatore danese (n. 1900)
- 14 aprile - Pietro Sissa, scrittore italiano (n. 1915)
- 14 aprile - Jean Wauters, ciclista su strada belga (n. 1906)
- 15 aprile - Federico Gay, ciclista su strada e pistard italiano (n. 1896)
- 15 aprile - Hu Yaobang, politico cinese (n. 1915)
- 15 aprile - Bernard-Marie Koltès, drammaturgo e regista francese (n. 1948)
- 15 aprile - Connie Simmons, cestista statunitense (n. 1925)
- 15 aprile - Charles Vanel, attore francese (n. 1892)
- 16 aprile - Jocko Conlan, giocatore di baseball e arbitro di baseball statunitense (n. 1899)
- 16 aprile - Harald Edelstam, diplomatico svedese (n. 1913)
- 16 aprile - Kaoru Ishikawa, ingegnere giapponese (n. 1915)
- 16 aprile - Dante Montanari, pittore italiano (n. 1896)
- 16 aprile - Hakkı Yeten, calciatore e allenatore di calcio turco (n. 1910)
- 17 aprile - Inji Aflatoun, pittrice e artista egiziana (n. 1924)
- 17 aprile - Anatolij Michajlovič Granik, regista cinematografico sovietico (n. 1918)
- 18 aprile - Adil Atan, lottatore turco (n. 1929)
- 18 aprile - Hilde Benjamin, giurista tedesca (n. 1902)
- 18 aprile - Giuseppe Schiavon, politico e antifascista italiano (n. 1896)
- 19 aprile - Daphne du Maurier, scrittrice, drammaturga e poetessa inglese (n. 1907)
- 20 aprile - Uichirō Hatta, calciatore giapponese (n. 1903)
- 21 aprile - James Kirkwood Jr., scrittore, drammaturgo e librettista statunitense (n. 1924)
- 21 aprile - Deokhye di Corea, principessa coreana (n. 1912)
- 22 aprile - Ugo Baduel, scrittore, saggista e giornalista italiano (n. 1934)
- 22 aprile - György Kulin, astronomo ungherese (n. 1905)
- 22 aprile - Emilio Segrè, fisico italiano (n. 1905)
- 22 aprile - Tommy Thompson, giocatore di football americano statunitense (n. 1916)
- 23 aprile - Norm Baker, cestista e giocatore di lacrosse canadese (n. 1923)
- 23 aprile - Marc Daniels, regista televisivo statunitense (n. 1912)
- 23 aprile - Hamani Diori, politico nigerino (n. 1916)
- 23 aprile - Hu Die, attrice cinese (n. 1907)
- 23 aprile - Imre Hódos, lottatore ungherese (n. 1928)
- 23 aprile - Zeffiro Paulinich, calciatore italiano (n. 1901)
- 23 aprile - Marcel Schumann, calciatore lussemburghese (n. 1901)
- 24 aprile - Franz Binder, calciatore e allenatore di calcio austriaco (n. 1911)
- 24 aprile - Roger Dewasch, pallanuotista francese (n. 1920)
- 24 aprile - Clyde Geronimi, regista, animatore e fumettista italiano (n. 1901)
- 24 aprile - Edgar Sanabria, politico venezuelano (n. 1911)
- 24 aprile - Joaquim Santana, calciatore portoghese (n. 1936)
- 24 aprile - Federico Sáiz, calciatore spagnolo (n. 1912)
- 25 aprile - George Coulouris, attore inglese (n. 1903)
- 25 aprile - Bruno Tassini, arbitro di calcio italiano (n. 1909)
- 26 aprile - Lucille Ball, attrice, comica e cantante statunitense (n. 1911)
- 26 aprile - Michele Cecchini, arcivescovo cattolico e diplomatico italiano (n. 1920)
- 26 aprile - Silvio Sacco, imprenditore e dirigente sportivo italiano (n. 1906)
- 26 aprile - Elios Toschi, inventore e militare italiano (n. 1908)
- 27 aprile - Howard Brookner, regista, sceneggiatore e produttore cinematografico statunitense (n. 1954)
- 27 aprile - Kōnosuke Matsushita, imprenditore giapponese (n. 1894)
- 27 aprile - Ercole Rocchetti, giurista e politico italiano (n. 1905)
- 28 aprile - Géza von Cziffra, regista, sceneggiatore e produttore cinematografico ungherese (n. 1900)
- 28 aprile - Liu Jing-rong, cestista taiwanese (n. 1936)
- 28 aprile - Franco Parenti, attore, direttore artistico e autore televisivo italiano (n. 1921)
- 28 aprile - Raúl Sendic Antonaccio, politico e rivoluzionario uruguaiano (n. 1925)
- 29 aprile - József Ijjas, arcivescovo cattolico ungherese (n. 1901)
- 30 aprile - Jacques Faggianelli, politico francese (n. 1901)
- 30 aprile - Sergio Leone, regista, sceneggiatore e produttore cinematografico italiano (n. 1929)
- 30 aprile - Pierre Lewden, altista francese (n. 1901)
- 30 aprile - Guy Williams, attore e modello statunitense (n. 1924)